# При-ле-Мезьер
При-ле-Мезье́р (фр. Prix-lès-Mézières) — коммуна во Франции, находится в регионе Шампань — Арденны. Департамент коммуны — Арденны. Входит в состав кантона Западно-центральный Мезьер. Округ коммуны — Шарлевиль-Мезьер.
Код INSEE коммуны — 08346.
Коммуна расположена приблизительно в 200 км к северо-востоку от Парижа, в 95 км севернее Шалон-ан-Шампани, в 3 км к юго-западу от Шарлевиль-Мезьера.

## Население
Население коммуны на 2008 год составляло 1328 человек.
| 1962 | 1968 | 1975 | 1982 | 1990 | 1999 | 2008 |
| ---- | ---- | ---- | ---- | ---- | ---- | ---- |
| 813  | 892  | 974  | 1381 | 1472 | 1426 | 1328 |

## Экономика
В 2007 году среди 866 человек в трудоспособном возрасте (15—64 лет) 607 были экономически активными, 259 — неактивными (показатель активности — 70,1 %, в 1999 году было 66,1 %). Из 607 активных работали 565 человек (304 мужчины и 261 женщина), безработных было 42 (20 мужчин и 22 женщины). Среди 259 неактивных 74 человека были учениками или студентами, 109 — пенсионерами, 76 были неактивными по другим причинам.

## Достопримечательности
- Краскотёрка (2-я пол. XIX века). Исторический памятник с 1995 года.[3]

## Фотогалерея

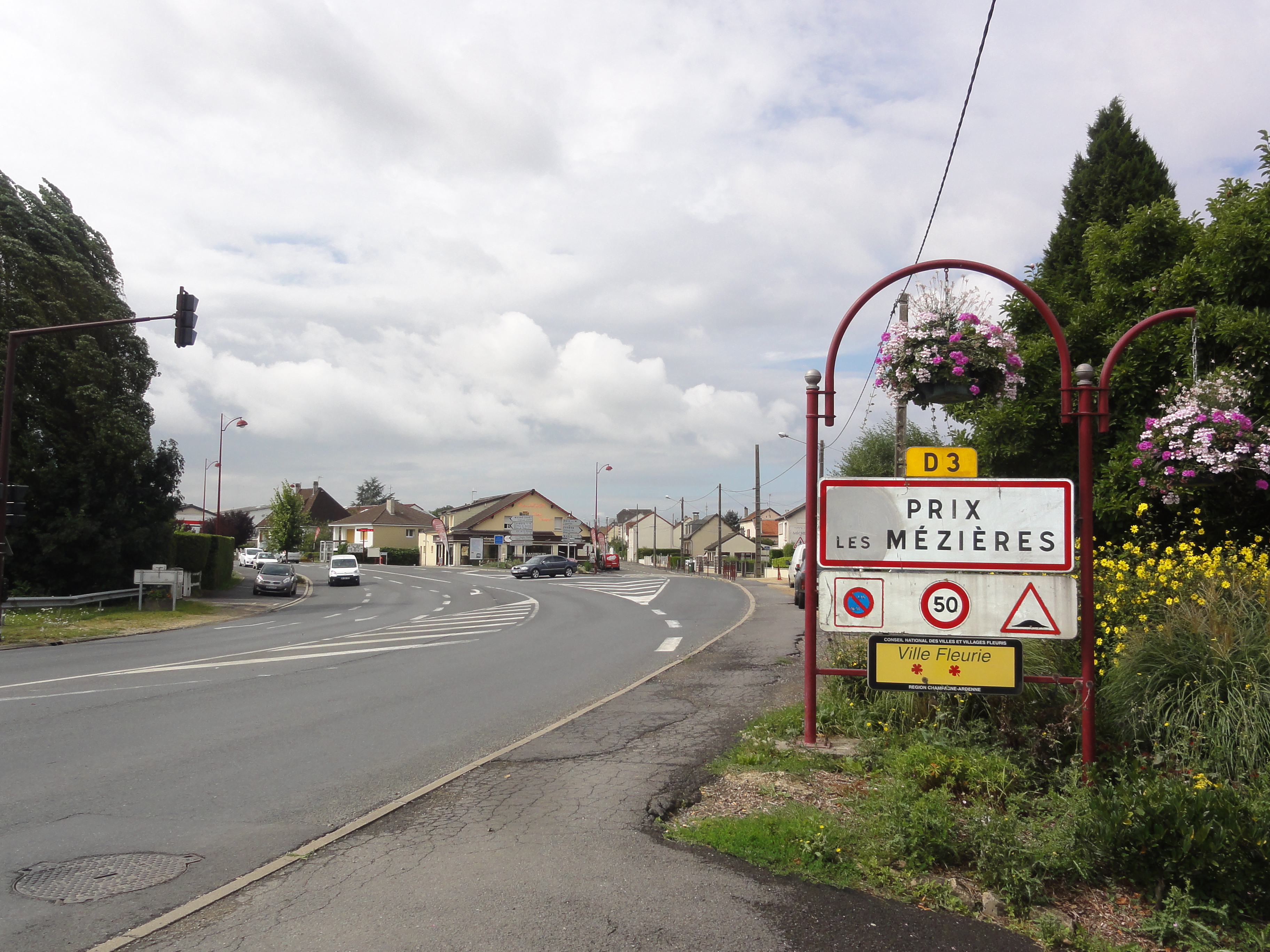
При-ле-Мезьер
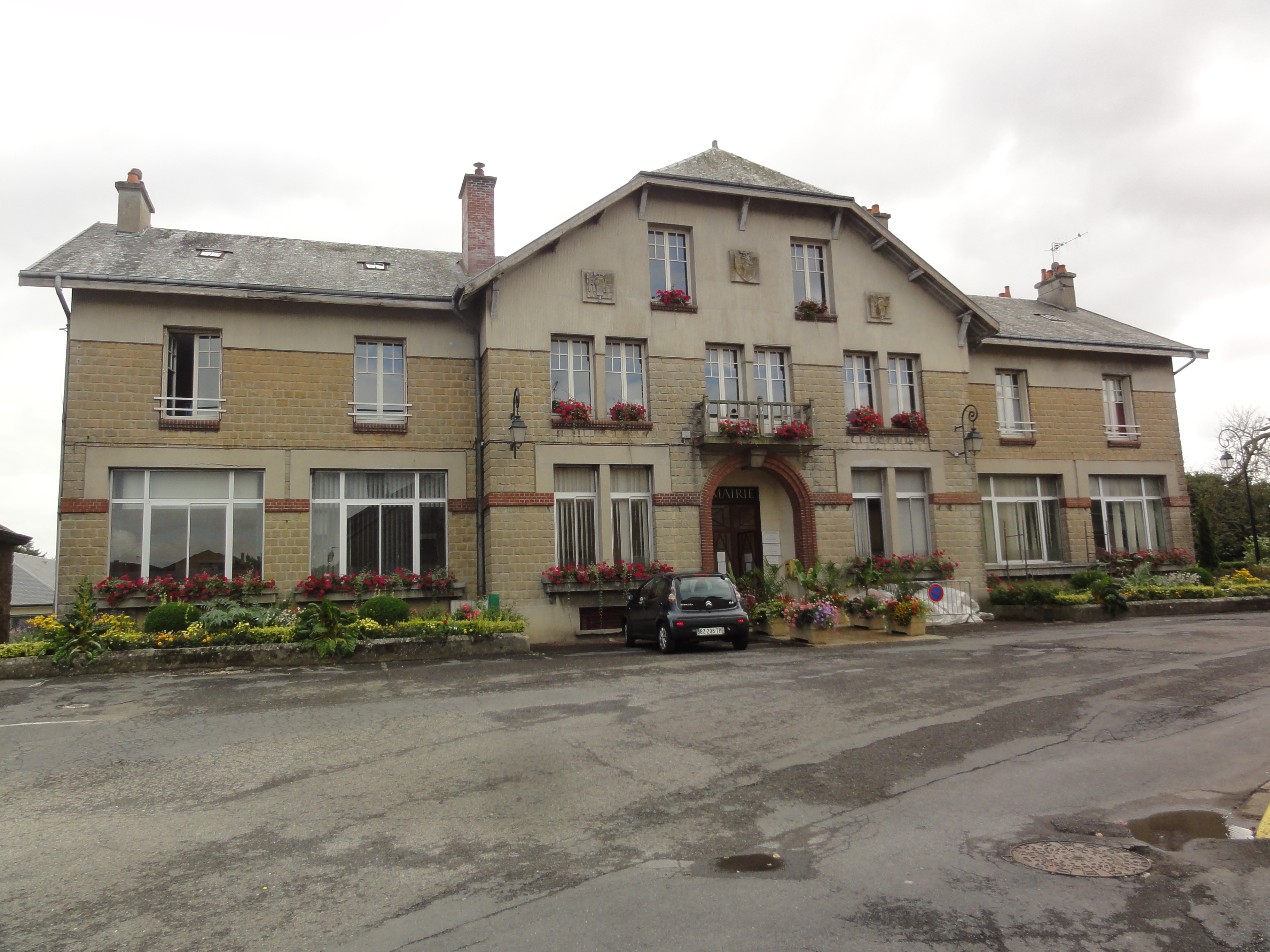
Мэрия
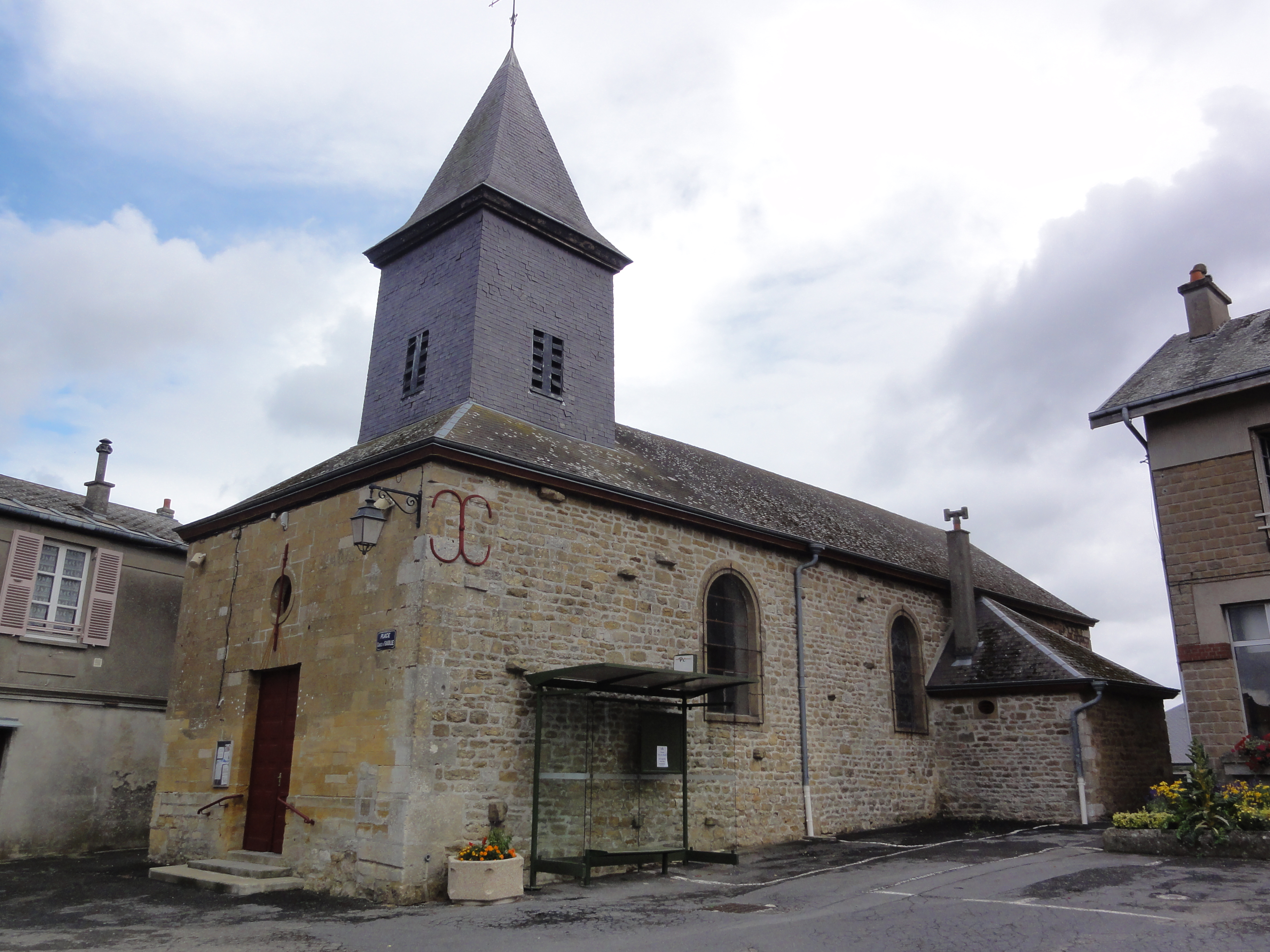
Церковь
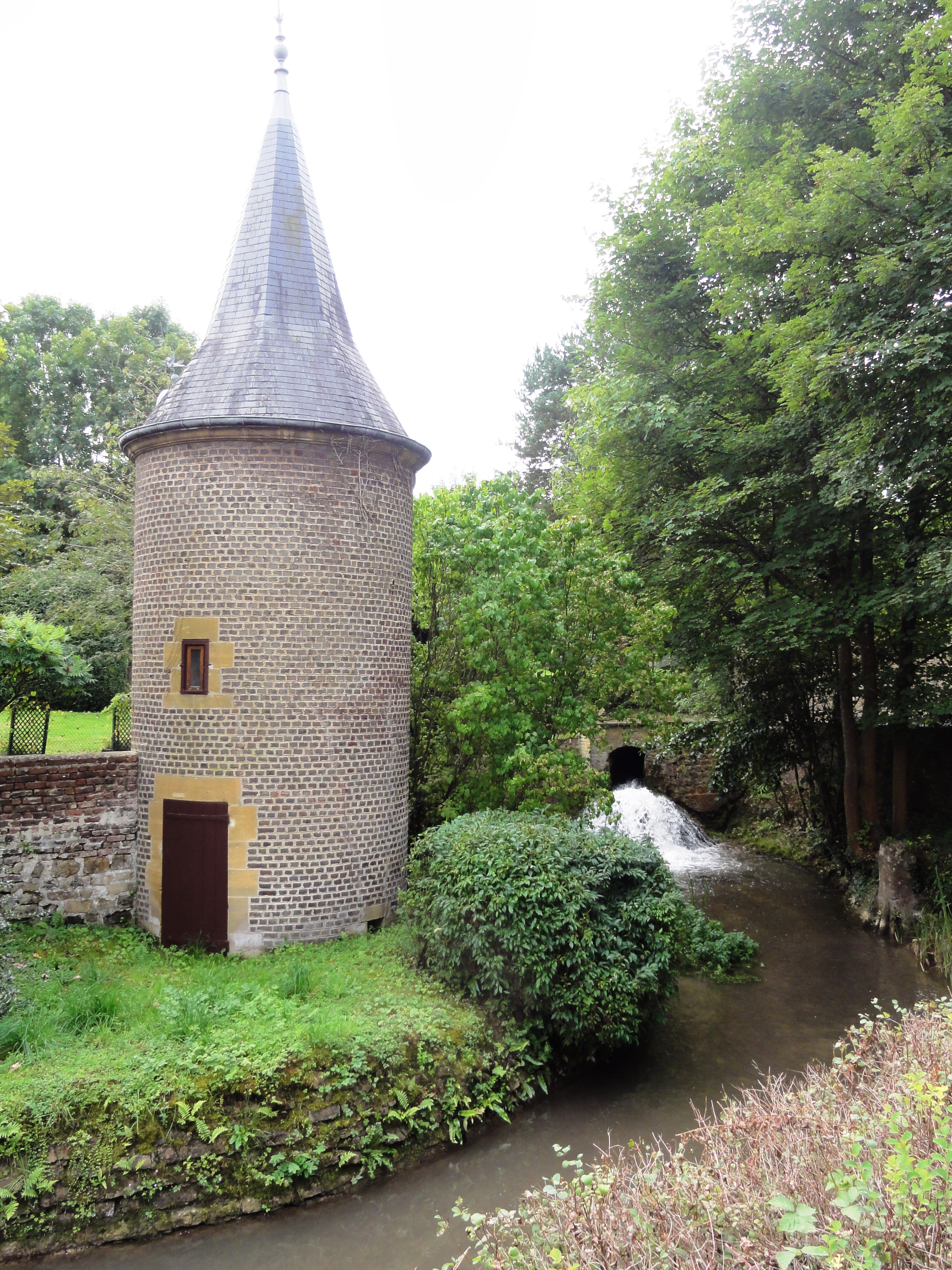
Краскотёрка